# Абд ар-Раззак, Ариф
Ареф Абдул Раззак (1921 или 1924, Рамади, Королевство Ирак — 2007, Беркшир, Великобритания) — иракский военный и государственный деятель, премьер-министр Ирака (1965).

## Биография
Окончил военную академию в Багдаде. С 1943 г. — в составе сформированных британцами военно-воздушных сил (бригадный генерал). После революции 1958 г. — командир военно-воздушной базой Хаббания, являлся убеждённым приверженцем политики египетского президента Гамаля Абделя Насера и курса на арабское единство. После попытки переворота 1959 г. был смещён со всех постов, но в 1962 г. — реабилитирован. В партии БААС являлся лидером крыла сторонников Насера, активный участник ноябрьского антиправительственного восстания 1963 г. Вступил в партию Арабский социалистический союз.
В рамках реализации планов формирования союза с Египтом в 1965 г. был назначен на пост премьер-министра Ирака. Однако вскоре правительство было вынуждено уйти в отставку из-за выхода из кабинета египетских министров. Недовольный тем, что процесс объединения с Египтом фактически зашёл в тупик, Раззак предпринял неудачную попытку государственного переворота против президента Арефа, когда тот находился в зарубежной поездке. После её провала бежал в Египет. В октябре 1966 г. он предпринял новую попытку путча, тайно покинув Египет, однако и она провалилась и ему снова пришлось бежать. Иракским судом он был заочно приговорён к смертной казни. После очередного возвращения на родину был арестован, амнистирован, затем — в 1967 г. освобождён и депортирован за пределы Ирака.
После очередного возвращения в 1968 г. был одним из подписантов адресованного президенту Абдель Арефу меморандума, в котором содержались требования отставки премьер-министра Тахира Яхья, учреждения законодательного собрания и формирования нового правительства. После прихода к власти партии БААС политик был арестован и в октябре 1968 г. приговорён к смертной казни, однако в январе 1969 г. власти приняли решение о высылке его в Египет.
Находясь в изгнании в Великобритании, являлся членом Иракского национального конгресса.